# Mathias Spaan
Mathias Spaan (* 1989 in Oberhausen) ist ein deutscher Theaterregisseur, Schauspieler und Spieleautor.

## Leben
Mathias Spaan ist in Bottrop, im Ruhrgebiet, aufgewachsen und studierte zunächst darstellende Kunst an der Kunstuniversität Graz. Es folgten Festengagements am Staatstheater Mainz und am Staatsschauspiel Hannover. 2016 beendete er seine schauspielerische Laufbahn, um an der Theaterakademie Hamburg Regie zu studieren. Schon während des Studiums entstanden erste Arbeiten in Hamburg und Wien. In dieser Zeit entstand auch der Dokumentarfilm Helden auf Schwalben, in dem Spaan versucht, die Phantasie zurück nach Europa zu holen.
2020 gewann er den Nestroy als bester Regie-Nachwuchs und wurde 2023 mit seiner Inszenierung von 8 1/2 Millionen zum Radikal Jung nach München eingeladen. Darüber hinaus gewannen seine Arbeiten diverse Publikumspreise. Von 2021 bis 2023 war er fester Regisseur an den Bühnen Bern.
Neben seiner Tätigkeit als Regisseur arbeitet Mathias Spaan als Spieleautor. Bis heute wurden acht seiner Spielideen veröffentlicht.

## Inszenierungen (Auswahl)
- 2024 Der zebrochne Krug von Kleist, Volkstheater München
- 2024 Krabat von Otfried Preußler, Schauspielhaus Hamburg
- 2023 Die Physiker, Dürrenmatt, Bühnen Bern,
- 2022 8 1/2 Millionen von Tom McCarthy, Volkstheater München
- 2022 Romeo & Julia von William Shakespeare, Schauspielhaus Hamburg
- 2022 Frankenstein von Mary Shelly, Stadttheater Münster
- 2021 Kaspar von Peter Handke, Bühnen Bern
- 2020 Die unendliche Geschichte von Michael Ende, Schauspielhaus Hamburg
- 2019 Die Nibelungen nach Friedrich Hebbel, Landestheater Niederösterreich
- 2018 lauwarm von Sergej Gössner, Schauspielhaus Hamburg

## Spiele
- Cards, Huch! (2016)
- Alien on Board, Piatnik (2021)
- Rainbow, Piatnik (2021)
- Wortfabrik, Piatnik (2021)
- Der Abenteuer Club, Piatnik (2022)
- Unter Schock, Moses (2022)
- Der Abenteuer Club (auf großer Reise), Piatnik (2022)
- Der perfekte Plan, Moses (2023)
- Networds, Piatnik (2024)

## Auszeichnungen
- 2018 Berganus-Preis für die Inszenierung von lauwarm am Schauspielhaus Hamburg
- 2020 Auszeichnung mit dem Nestroy-Theaterpreis in der Kategorie Bester Nachwuchs männlich für Die Nibelungen am Landestheater Niederösterreich[1][2]
- 2022 Der Abenteuer Club erhält Nominierung für den Deutschen Spielzeugpreis.
- 2023 Einladung zum Festival „Radikal Jung“ mit der Inszenierung von 8 1/2 Millionen am Volkstheater München
- 2023 Berganus-Preis für die Inszenierung von Romeo & Julia am Schauspielhaus Hamburg

## Belege
1. ↑  TV-Show statt Gala: Nestroy für Peters und Pätzold. In: ORF.at. 4. Oktober 2020, abgerufen am 4. Oktober 2020.
2. ↑  Georg Leyrer: Die Sieger der NESTROY-Preise: Leistungsschau, diesmal im TV. In: Kurier.at. 4. Oktober 2020, abgerufen am 4. Oktober 2020.

| Personendaten    | Personendaten                                            |
| ---------------- | -------------------------------------------------------- |
| NAME             | Spaan, Mathias                                           |
| KURZBESCHREIBUNG | deutscher Theaterregisseur, Schauspieler und Spieleautor |
| GEBURTSDATUM     | 1989                                                     |
| GEBURTSORT       | Oberhausen                                               |